# Hugo Friedhofer

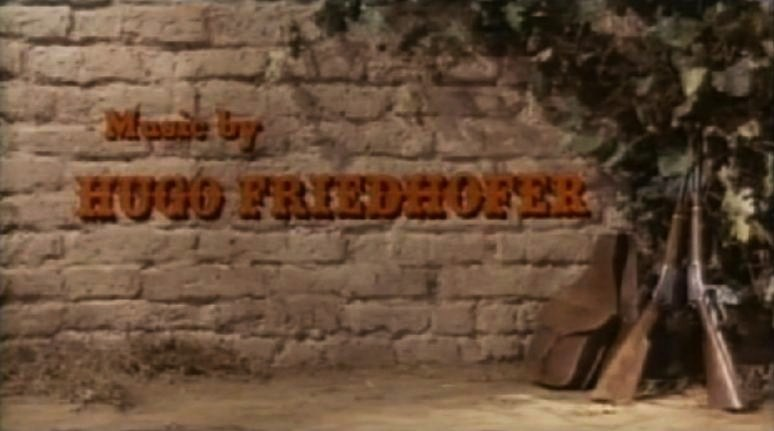
Imagem do Nome do Hugo Friedhofer

Hugo Friedhofer (San Francisco, 3 de março de 1901 — Los Angeles, 17 de março de 1981) é um compositor estadunidense. Venceu o Oscar de melhor trilha sonora na edição de 1947 por The Best Years of Our Lives.